# Anthony Wesley
Anthony Wesley (1966) è un astronomo amatoriale australiano, noto per aver scoperto l'impatto di due corpi minori sul pianeta Giove.
Programmatore di computer, nutre una vera passione per il pianeta Giove, che l'ha condotto a dedicare ampia parte della propria attività astronomica amatoriale alla sua osservazione.
Il 19 luglio 2009 scoprì dal proprio osservatorio domestico a Murrumbateman, nel Nuovo Galles del Sud, una macchia scura su Giove, prodotta dall'impatto di un asteroide sul pianeta. Il suo impegno nella diffusione della notizia permise una celere attivazione della comunità astronomica, che seguì e studiò gli sviluppi dell'evento.
Il 3 giugno 2010 è stato coautore, con Christopher Go, della scoperta di un secondo impatto su Giove, quando ha assistito col proprio telescopio all'emissione luminosa associata all'impatto.
Nel 2012 gli è stata assegnata la Berenice Page Medal . 